# Erli
Erli település Olaszországban, Liguria régióban, Savona megyében. Lakosainak száma 215 fő (2023. január 1.). Erli Castelbianco, Garessio, Zuccarello, Castelvecchio di Rocca Barbena és Nasino községekkel határos.

## Népesség
A település lakossága az elmúlt években az alábbi módon változott:
| Lakosok száma | 251  | 235  | 215  |
|               | 2017 | 2018 | 2023 |